# Ібн Аббад
Ібн Аббад (або Ібн аль-Вард) (*д/н — 1086) — емір Сиракузької тайфи у 1068—1086 роках. У християн відомий як Бенаверт.

## Життєпис
Походження достеменно невідомо. Захопив владу після того як емір Айюб ібн Тамім після поразки 1068 року втік до Африки. Зумів взяти під владу Таврмоеній та більшу частину східної Сицилії. У 1075 або 176 році зазнав поразки від норманів у битві біля Катанії. В подальшому марно намагався запобігти наступу супротивника, в результаті чого 1079 року втратив Тавроменій.
У 1081 році після спротиву Журден Отвіль захопив Катанію, яку Ібн Аббад марно намагався відбити. після цього уклав з Рожером I, графом Сицилії, перемир'я. У 1084 році Ібн Аббад поновив бойові дії, захопивши місто Реджо в Калабрії, де пограбував монастир Рокко ді Азіно, захопивши у полон ченців. за цим 1085 року захопив в Калабрії місто Нікотеру, де захопив жіночий монастир. У відповідь Рожер I взяв в облогу Сиракузи. У морській битві мусульмани зазнали поразки, а емір загинув. Невдовзі за цим нормани захопили місто.